# Prenj
Pour l’article homonyme, voir Prenj (Stolac).
Le Prenj est un massif de montagnes composant les Alpes dinariques, situé en Bosnie-Herzégovine. Il culmine au Zelena Glava (« Tête verte »), à 2 155 mètres d'altitude et possède au moins une dizaine de pics dépassant 2 000 mètres d'altitude. Ils sont propices à l'escalade et quasiment vierges.

## Géographie

### Topographie
Le massif de Prenj est situé dans le coude formé par la moyenne vallée de la Neretva au niveau du lac de Jablanica et de la ville de Konjic, au nord. Son relief est caractérisé par des pics relativement acérés et de profondes vallées taillées dans le calcaire.

### Principaux sommets
- Zelena Glava (2 155 m)
- Lupoglav (2 102 m)
- Osobac (2 099 m)
- Otis (2 097 m)
- Vjetreno Brdo (2 088 m)
- Botini (2 050 m)
- Herac (2 046 m)
- Vidina Kapa (2 032 m)
- Velika Kapa (2 008 m)
- Cvitina (2 000 m)

### Faune et flore
Le massif abrite entre autres aigles et chamois.